# Camilla Fabbri
Camilla Fabbri (Pesaro, 29 agosto 1969) è una politica italiana.

## Biografia
Senatrice della Repubblica italiana. Figlia di Mario Umberto Fabbri, politico del PCI.
Dopo aver conseguito il diploma di ragioneria presso l'istituto privato "Leonardo da Vinci", entra nella CNA di Pesaro diventandone, dopo aver assunto diversi incarichi, Segretario Provinciale (nel 2005) per due mandati consecutivi.
Alla guida della CNA di Pesaro e Urbino porta alla ribalta il mondo artigiano e delle professioni, organizzando numerose iniziative anche di respiro nazionale. Coinvolta nel sociale, è tra i fondatori della onlus "La goccia" e dell'associazione "Alimamy", entrambe attive a sostegno delle popolazioni dell'Africa.
Mamma di due figli, sa conciliare lavoro, carriera e famiglia, senza rinunciare alle sue aspirazioni personali. Politico di spicco nelle file del Partito Democratico pesarese, nonché regionale, componente l'assemblea nazionale del PD.
È la donna più votata nelle Marche alle primarie del dicembre 2012 che le consentono di essere candidata alle elezioni del Febbraio 2013, in qualità di capolista nelle Marche al Senato della Repubblica. Nelle elezioni politiche tenutesi a Marzo 2018 viene candidata alla Camera dei deputati, senza successo.

### Elezione a senatore
Nel 2013 viene eletta senatrice della XVII legislatura della Repubblica Italiana nella circoscrizione Marche per il Partito Democratico.
Dal 2014 Presidente della Commissione di inchiesta sugli infortuni sul lavoro.
Membro della 10ª Commissione permanente (Industria, commercio, turismo).
Membro della Commissione parlamentare per l'indirizzo generale e la vigilanza dei servizi radiotelevisivi.
Membro della Commissione parlamentare di inchiesta sul sistema bancario e finanziario.
Alle elezioni del 2018 è candidata alla Camera dei Deputati per il centro-sinistra nel collegio uninominale di Fano, ma non viene rieletta.